# كبوشي أبيض الوجه

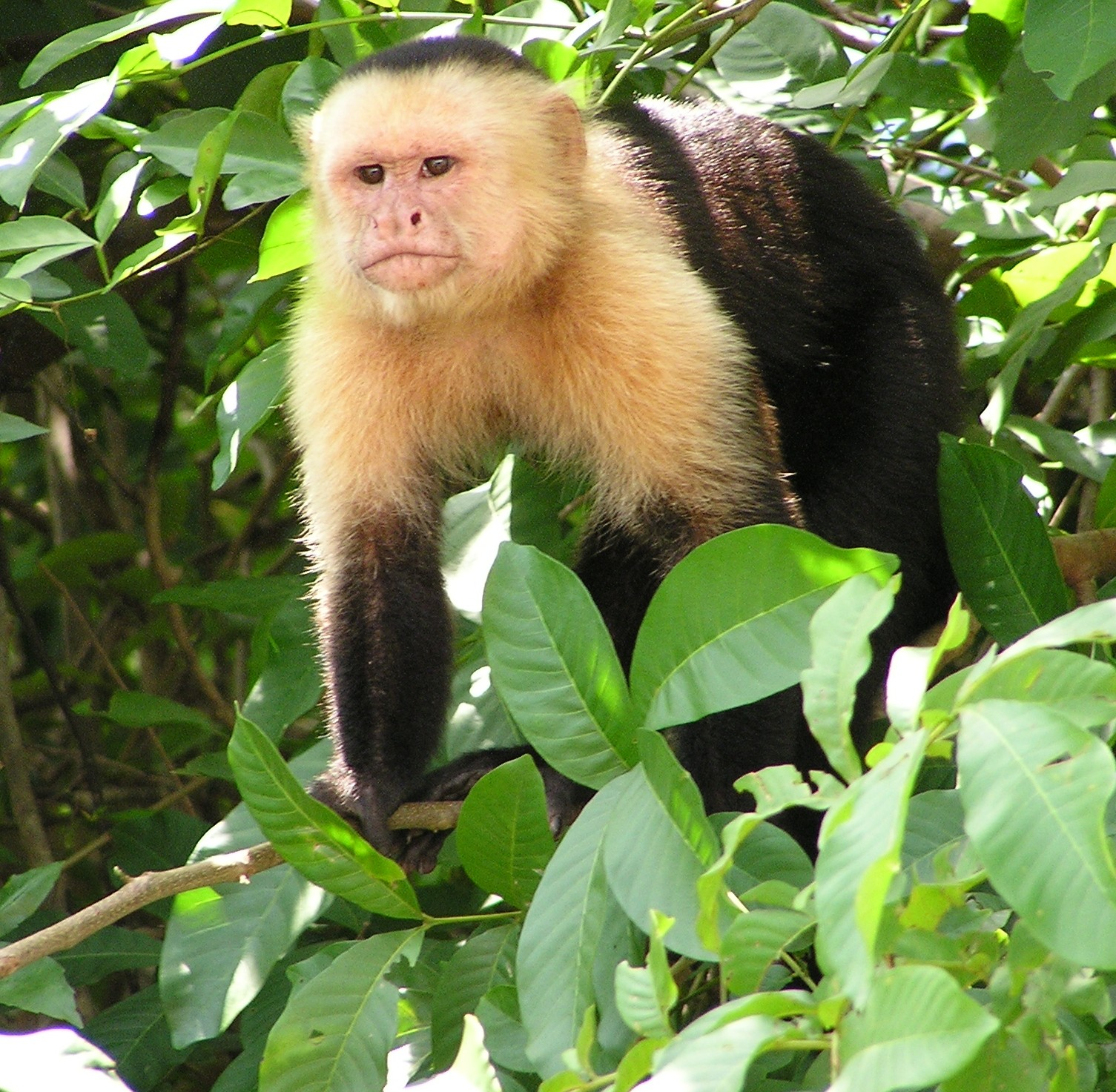
كبوشي أبيض الوجه بنمي

يمكن أن يشار إلى كبوشي أبيض الوجه ، أو كبوشي أبيض الرأس ، بأنه قرد ينقسم إلى نوعين من قرود الكبوشي : 
- كبوشي أبيض الوجه بنمي (الأسم العلمي: Cebus imitator) والمعروف أيضًا بالكبوشي أبيض الرأس بنمي أو كبوشي أبيض الوجه أمريكي.
- كبوشي أبيض الوجه كولومبي (الأسم العلمي: Cebus capucinus) والمعروف أيضًا باسم كبوشي أبيض الرأس كولومبي.

هناك نوعان من أنواع الكبوشي أبيض الرأس كولومبي: 
- C. c. capucinus
- C. c. curtus

كبوشي بنمي لديه مجموعة في أمريكا الوسطى، في هندوراس ونيكاراغوا وكوستاريكا وبنما. يقع نطاق كبوشي كولومبي بشكل أساسي في أمريكا الجنوبية، في غرب كولومبيا وشمال غرب الإكوادور، على الرغم من أن مداها يمتد إلى أقصى شرق بنما. كبوشي كولومبي نوع C. c. curtus له نطاق يقتصر على جزيرة جورجونا، في حين أن كبوشي كولومبي نوع capucinus يغطي ما تبقى من مجموعة كبوشية الشكل.
النوعان يختلفان قليلاً في المظهر. كلاهما قرد صغير الحجم لهما أجسام وذيول وأطراف سوداء، ووجوههما وحنوقهما وصدورهما وأكتافهما بيضاء اللون. لكن الإناث من البنمي لها خصلات أمامية ممدودة بنية أو رمادية والتي تفتقر إلى نوع C. capucinus. 
تم اعتبار الكبوشي البنمي نوعًا من أنواع سلالة C. capucinus حتى كشفت الدراسات الوراثية في 2010 عن أن هذين النوعين انفصلا منذ مليوني عام.   الرغم من احتفاظ الكبوشي أبيض الرأس كولومبي بالاسم العلمي C. capucinus من قبل أن يتم تقسيم الأنواع، كانت جميع الأبحاث السابقة تقريبًا عن الكبوشيات ذات الوجه الأبيض تحت اسم C. capucinus موجودة بالفعل في أمريكا الوسطى كأنواع للـ كبوشي البنمي لأنه لم تكن هناك أي دراسات ميدانية على الأنواع في أمريكا الجنوبية.